# Moniuszeczki
Moniuszeczki [mɔɲuˈʂɛt͡ʂki] est un village polonais de la gmina de Mońki dans le powiat de Mońki et dans la voïvodie de Podlachie. 